# Château de Montredon
Le château de Montredon est un ancien château fort situé à Montredon-Labessonnié, dans le Tarn (France). Aujourd'hui ruiné et disparaissant sous la végétation, c'est une forteresse du Xe siècle, siège de la seigneurie puis baronnie de Montredon.

## Historique

### Origine
Le château de Montredon est élevé au Xe siècle. Siège de la seigneurie du même nom, il dépend alors des puissants Raimondins, comtes de Toulouse. Lors de la croisade des albigeois, Raymond VI puis son fils se rallient aux cathares. L'armée croisée s'empare ainsi en 1209 de la seigneurie de Montredon, qui est rattaché au domaine de la famille de Montfort-l'Amaury, Simon IV de Montfort étant chef de la croisade.

### Dépendance de la vicomté de Lautrec
Quelques années après, elle échoie à la famille de Lautrec, au travers du vicomte Sicard VI de Lautrec. La seigneurie resta alors deux siècles durant entre les mains des vicomtes de Lautrec, en commençant par Isarn IV puis Pierre III. Le fils de celui-ci, Amalric II, fait de la seigneurie de Montredon une baronnie. Son héritier Pierre IV meurt entre les murs du château en 1392. Finalement, en 1430, Pierre VI échange la baronnie et le château de Montredon avec Hugues III d'Arpajon. Dans la transaction, Hugues III obtient aussi Castelfranc et Berlan, tandis que Pierre VI acquiert Montfa, Labruguière, ainsi que près de cent vaches, des vases en argent et 1150 écus d'Or.

### Du XVIe à l'abandon
En 1569, la baronnie est obtenue par la famille de Lévis-Caylus, qui la conserve jusqu'en 1631. Après différentes alliances, le domaine passe à la famille de Villeneuve. La forteresse survit à la Révolution française, pour finalement tomber en désuétude au XIXe siècle. Au début du XXe siècle, les ruines du château sont encore dégagées et nombreuses, comme en témoignent les cartes postales de l'époque. Néanmoins, ces vestiges sont aujourd'hui plus rares, et ensevelis sous la végétation.

### Personnalités ayant séjourné au château
Outre certains vicomtes de Lautrec et Simon de Montfort, différents personnages importants ont eu l'occasion de séjourner au château de Montredon. On retrouve le roi François Ier, le prince de Condé, le cardinal de Richelieu, ainsi que le peintre Antoine van Dyck.

## Architecture
Le château de Montredon était une puissante forteresse construite selon un plan simple, en quadrilatère. S'étendant sur près de 2000 m2, il était flanqué par quatre tours rondes, reliées par de larges courtines. Ces murs encadraient une large cour intérieur de  640 m2. La bâtisse était aussi dotée d'un grand fossé (encore visible) et d'un pont-levis. Au centre de la cour s'élevait un puissant donjon carré.

## Galerie

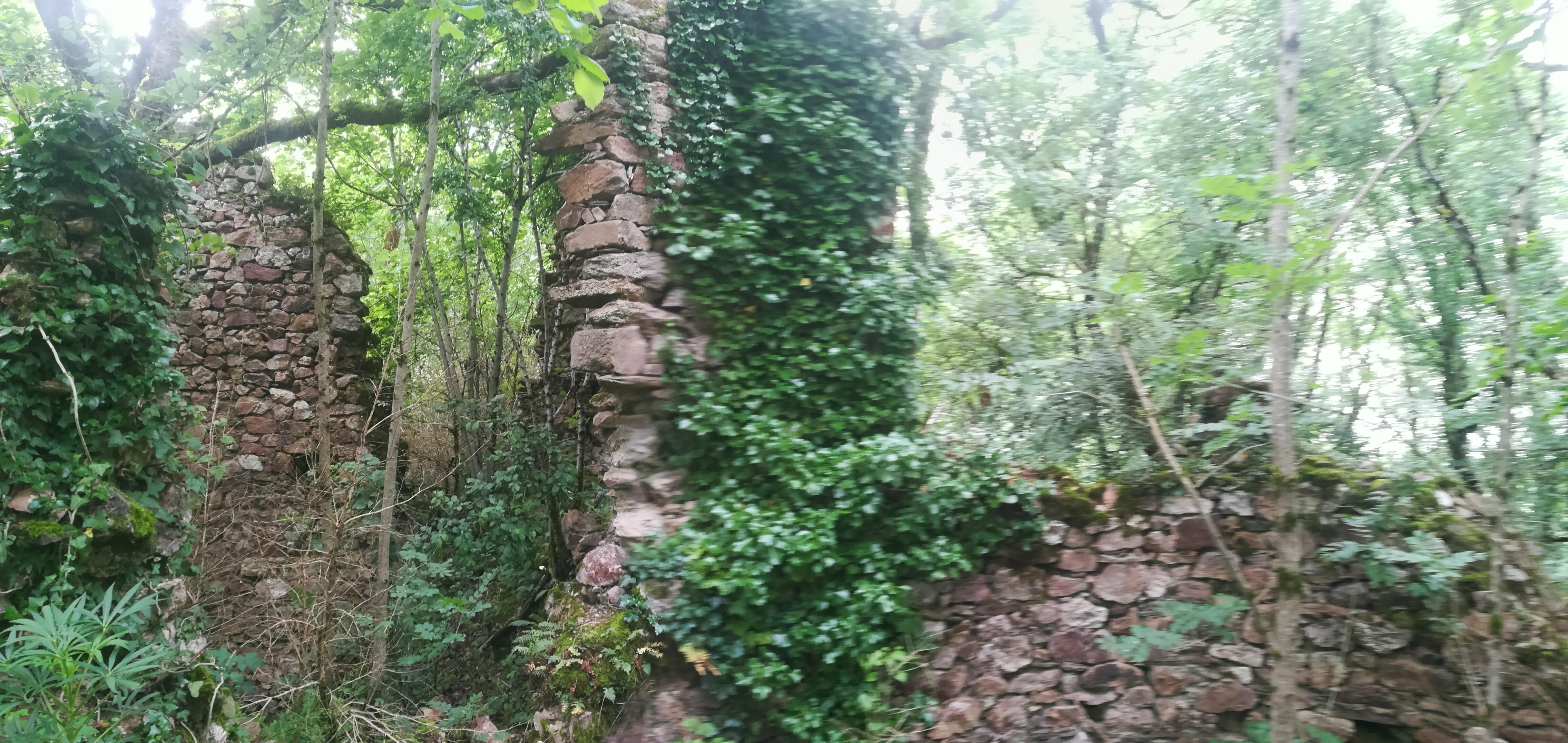
Vestiges du château
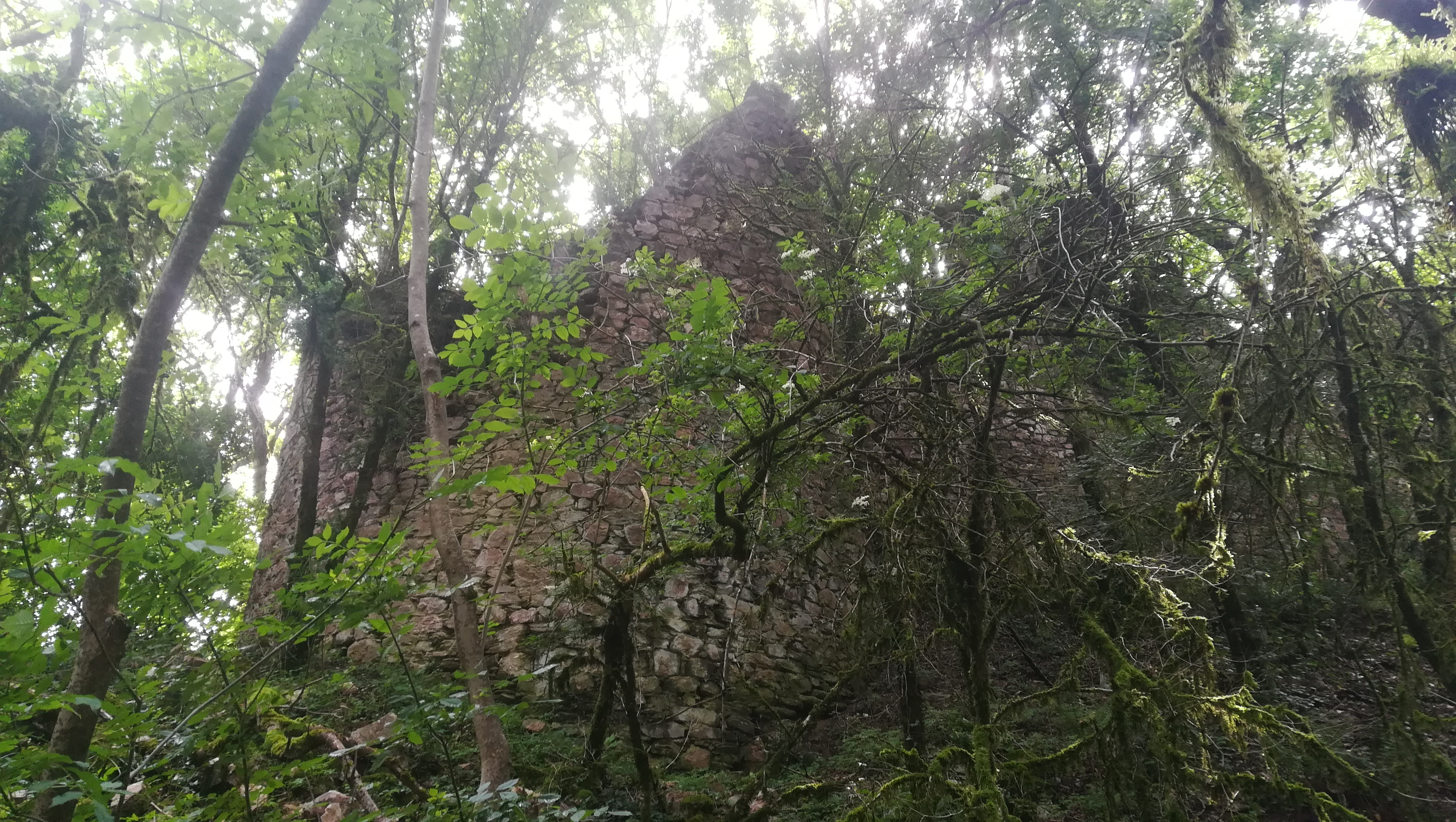
Vestiges de la tour ronde du Nord-Est
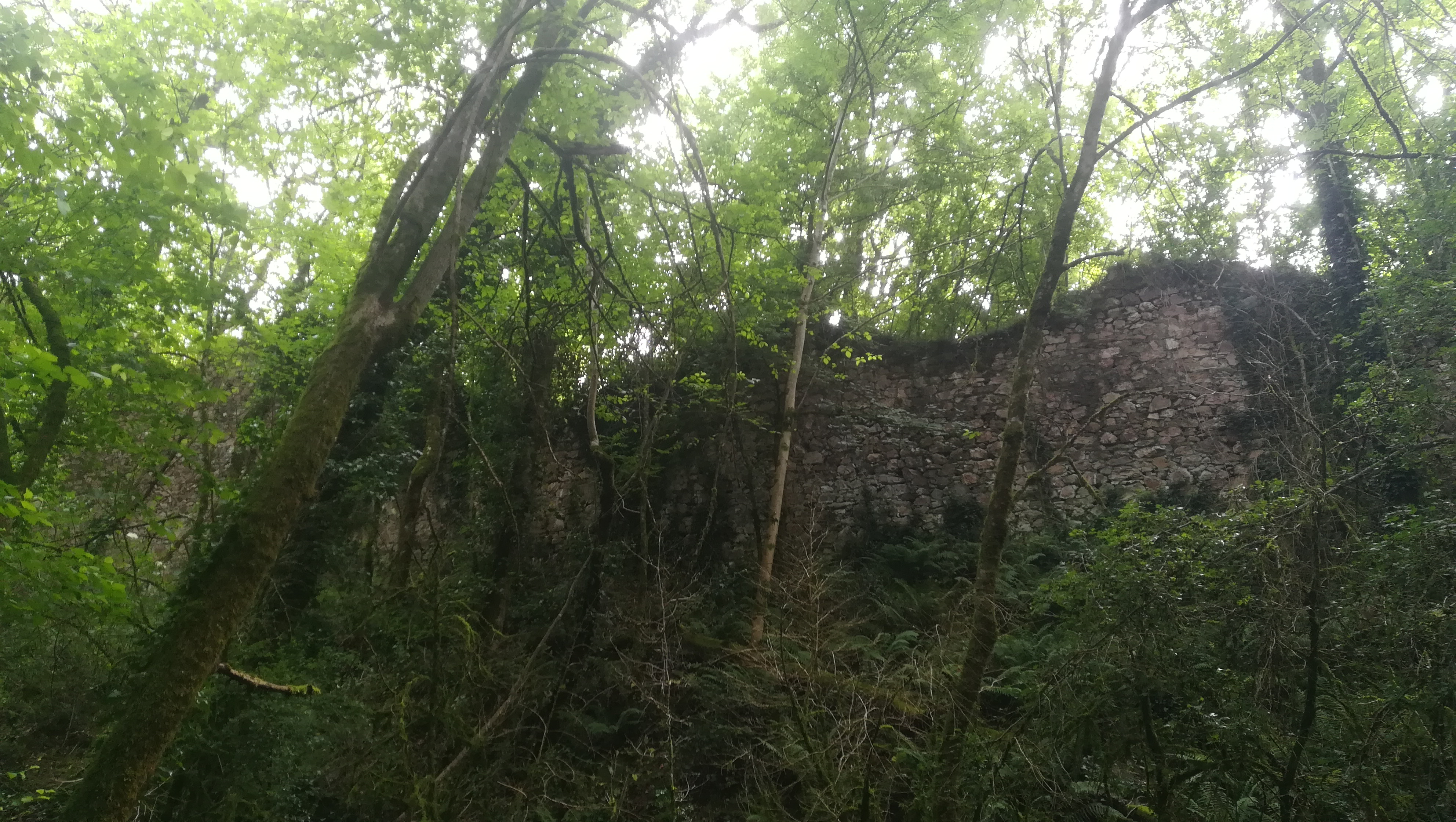
Vue des remparts depuis le fossé